# Prai Karang
Prai Karang is een bestuurslaag in het regentschap Oost-Soemba van de provincie Oost-Nusa Tenggara, Indonesië. Prai Karang telt 1001 inwoners (volkstelling 2010).